# Zerfe Wondemagegn
Zerfe Wondemagegn (26 de octubre de 2002) es una deportista de Etiopía que compite en atletismo. Ganó una medalla de plata en el Campeonato Mundial de Atletismo Sub-20 de 2021, en la prueba de 3000 m obstáculos.